# Meanwood
Meanwood – dzielnica miasta Leeds, w Anglii, w West Yorkshire, w dystrykcie metropolitalnym Leeds. Dzielnica liczy 7098 mieszkańców.